# Cisowo
Cisowo (Duits: Zizow) is een plaats in het Poolse district  Sławieński, woiwodschap West-Pommeren. De plaats maakt deel uit van de gemeente Darłowo en telt 320 inwoners.

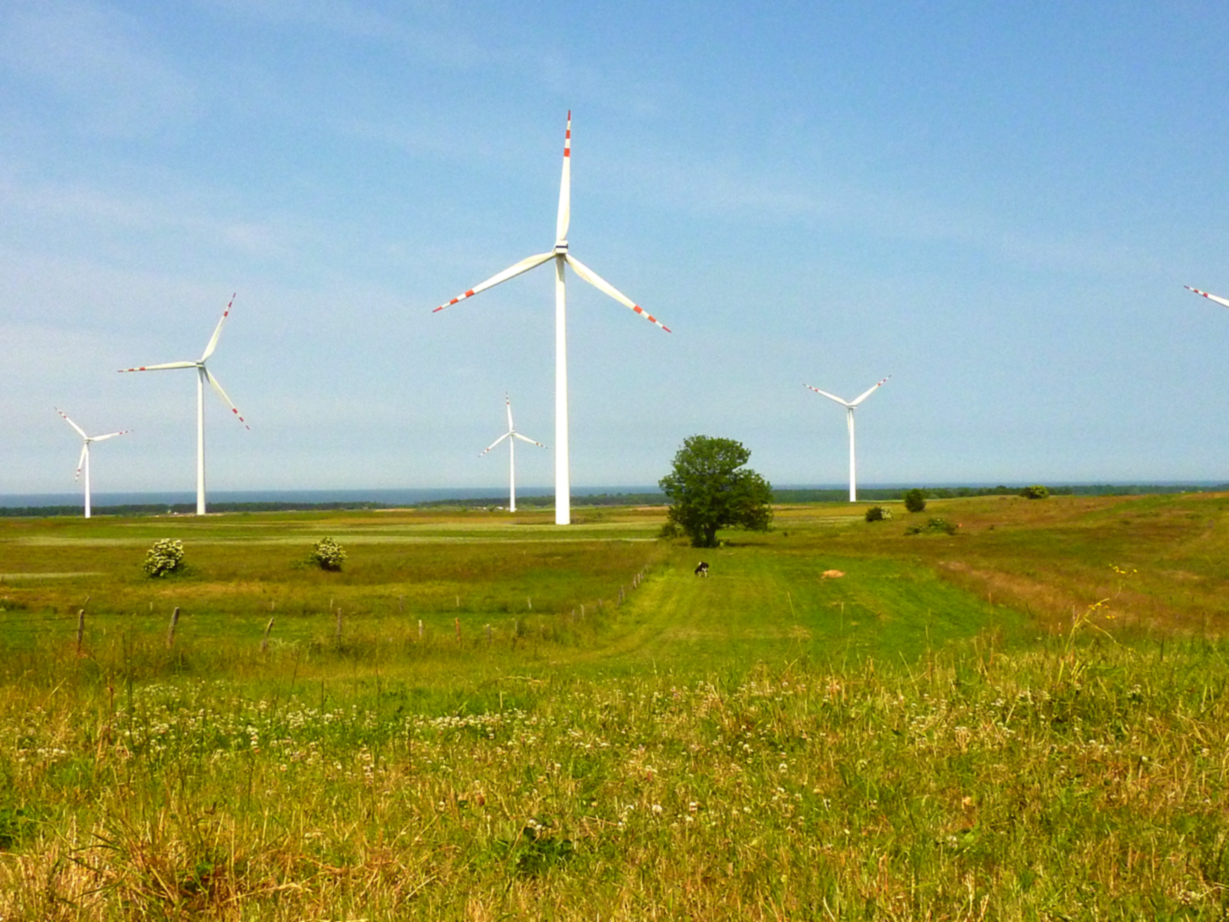
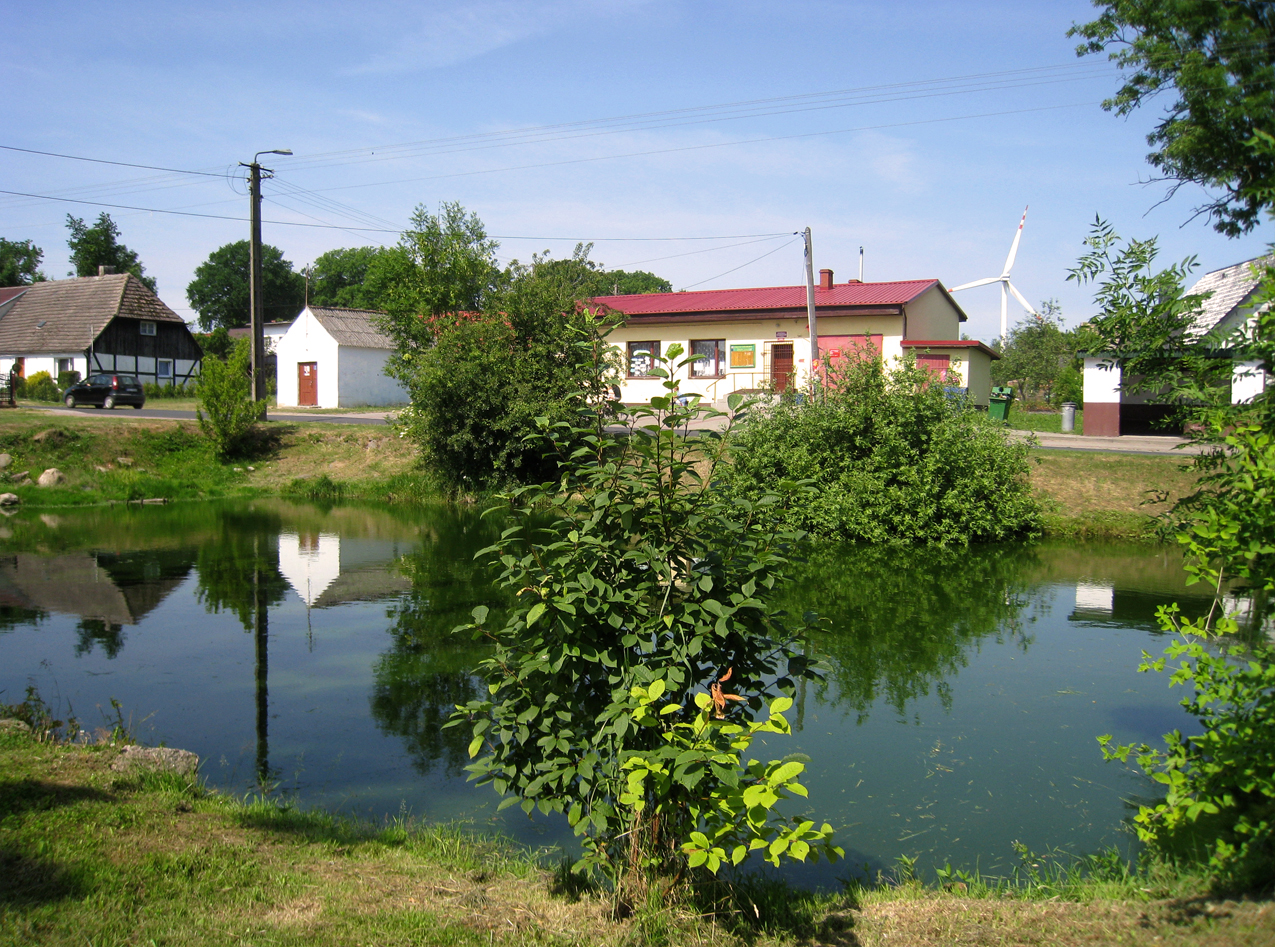
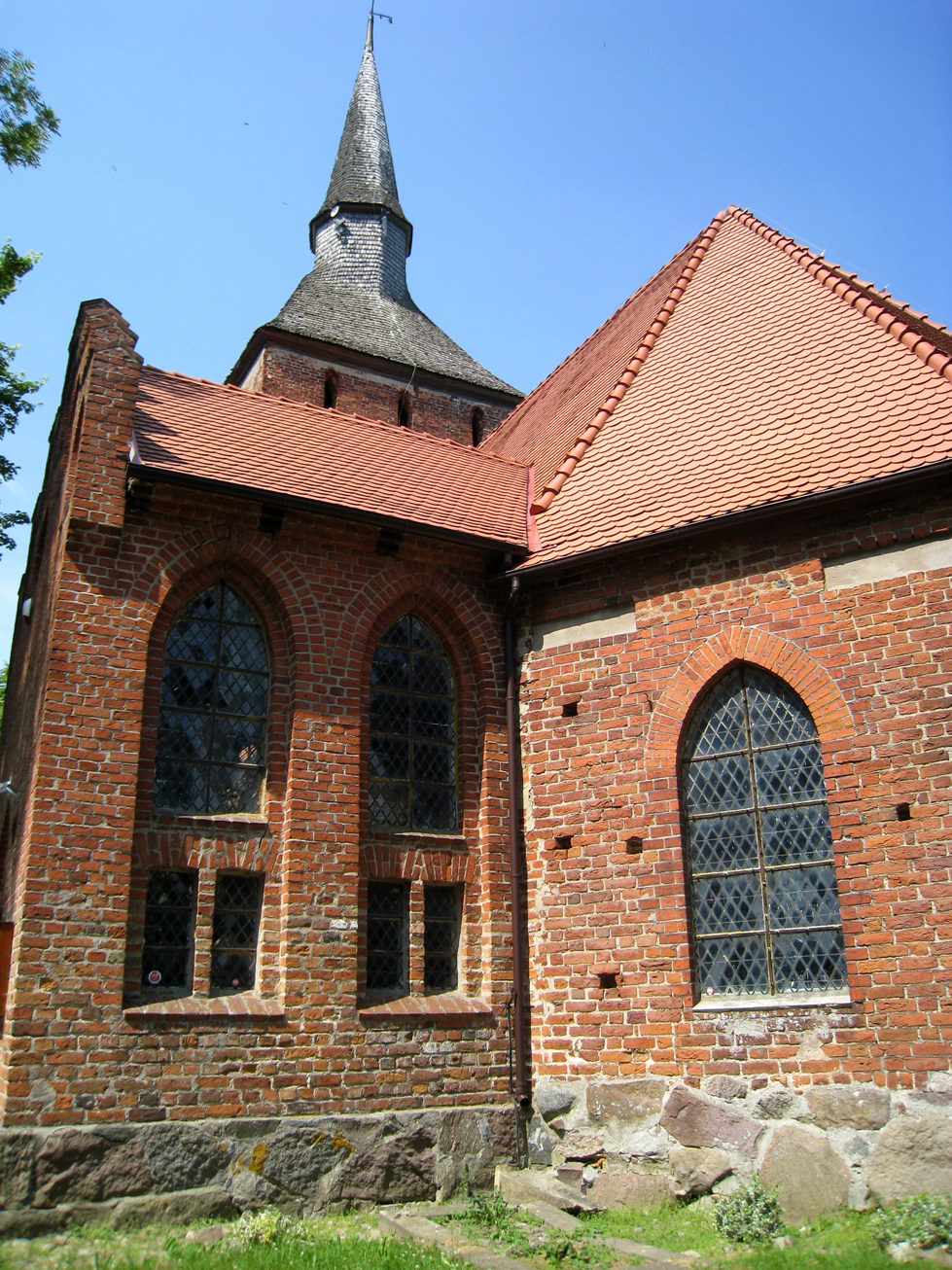
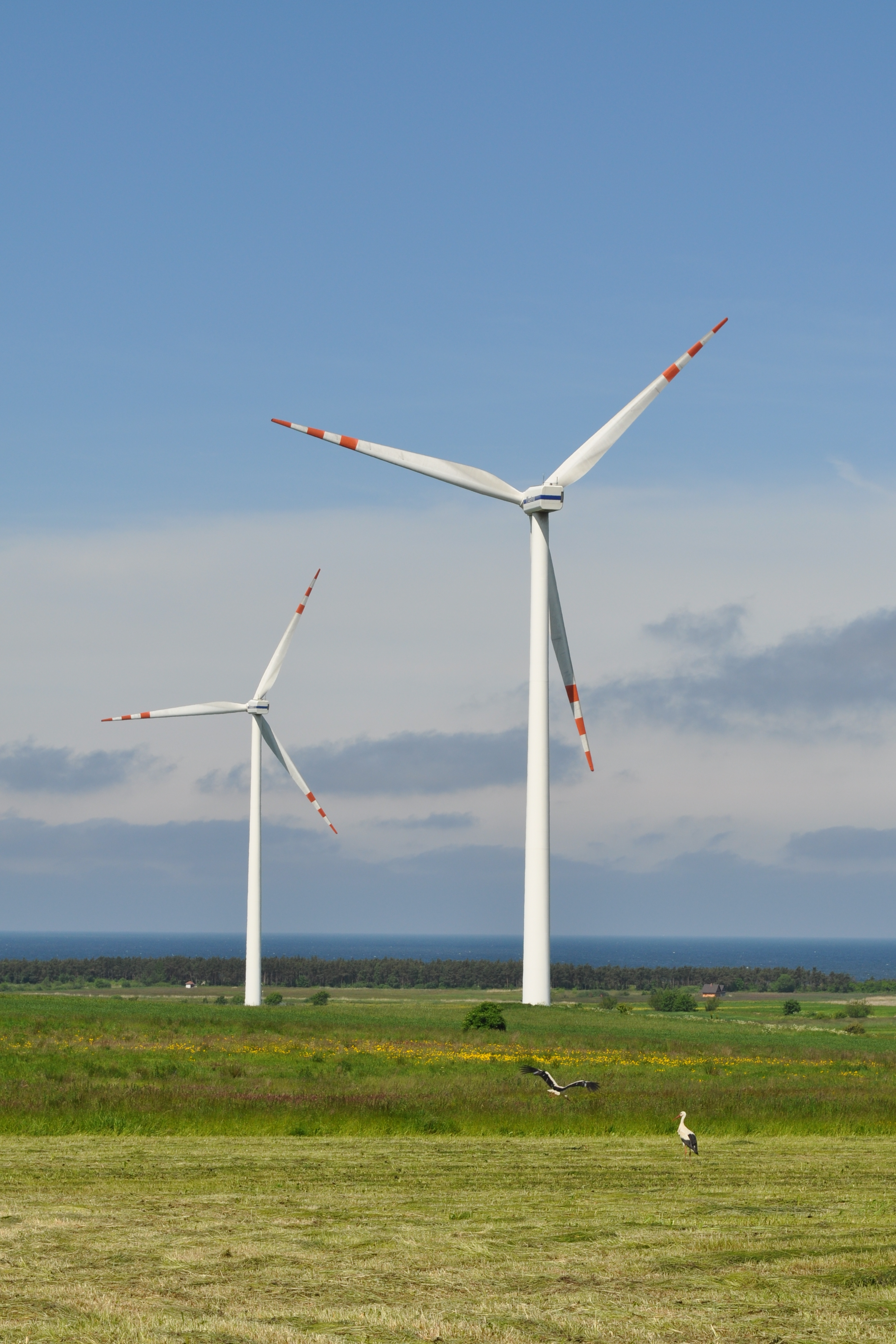